# 나바리노 해전

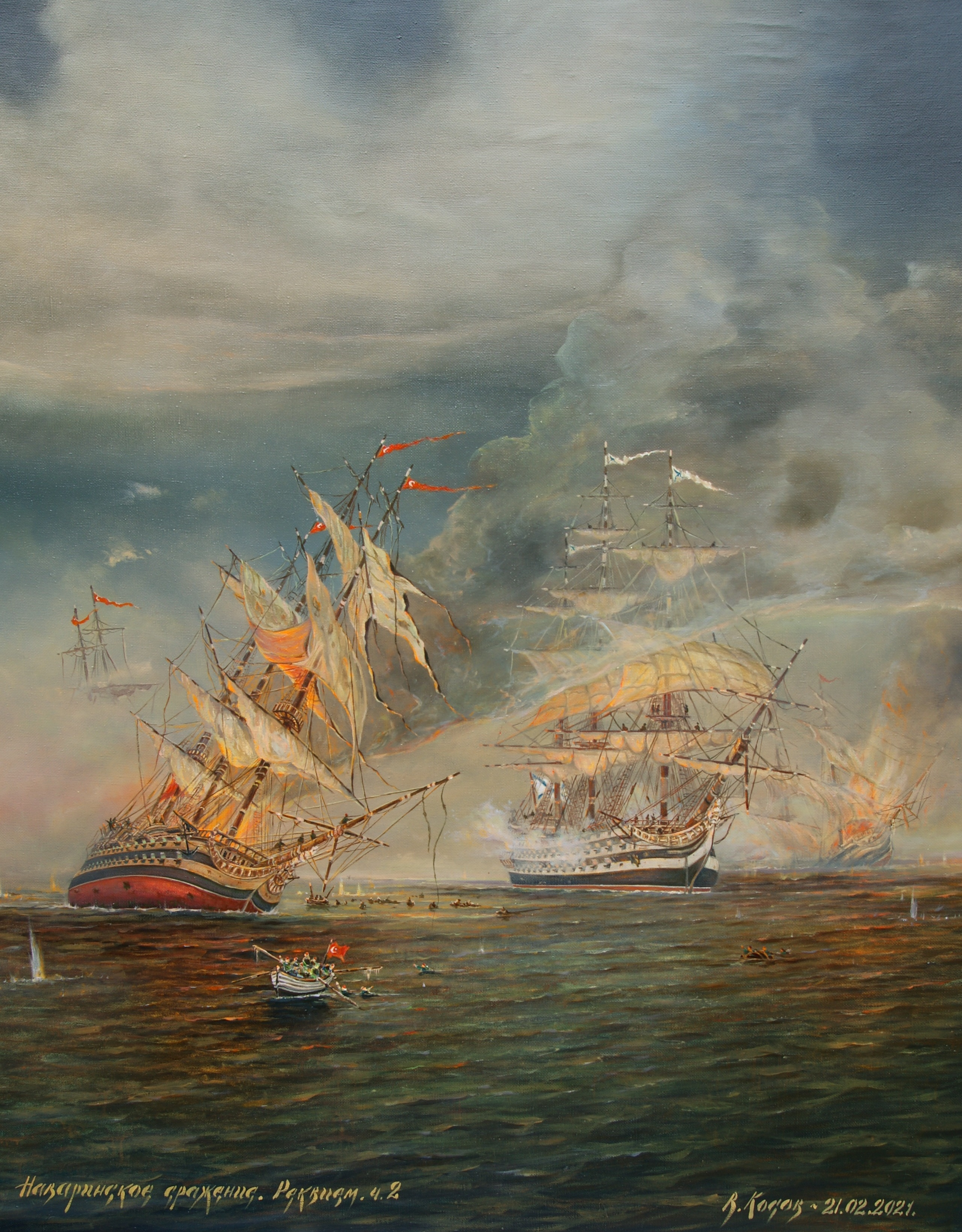
나바리노 전투. 아티스트 Kosov V.V.

나바리노 해전은 그리스 독립전쟁 기간인 1827년 10월 20일 발생한 해전으로, 오늘날의 필로스 지역이 주요 전장이 되었다. 영국, 프랑스, 러시아 연합군이 그리스 독립군을 진압하려는 오스만-이집트 연합군을 격퇴함으로써 그리스의 독립에 큰 기여를 했다고 평가받고 있다. 제국 함대를 비롯한 오스만 제국 함대는 이집트 속주, 튀니지 지방장관령, 오스만령 알제리에서 함선을 차출했지만 이들은 영국, 프랑스, 러시아 제국의 연합 함대에 의해 격멸되었다. 나바리노 해전은 대부분의 전함이 항구에 정박 중이었음에도 불구하고, 해전 역사상 모든 전함이 범선이었던 마지막 전투이기도 했다. 오스만 제국 함대의 패배는 포의 성능과 화력이 유럽의 포보다 뒤쳐졌기 때문이었다.
유럽 열강이 그리스 분쟁에 개입한 이유는 러시아 제국이 부패하는 오스만 제국을 희생시켜서 영향력을 확장시키고자 함에 있었다. 러시아 제국의 그리스에 대한 야망은 다른 유럽 열강들의 입장에서 전략 지정학적으로 주요 위협이라고 여겨졌으며, 유럽 각국은 이것이 오스만 제국의 해체 및 러시아 제국의 동지중해 영향력 확보로 이어질 수 있다고 우려했다. 보다 직접적인 원인은 러시아 제국이 같은 동방 정교회였던 그리스인들에 대한 감정적 지지가 바탕이 되었다. 영국은 그리스인들에 대한 대중의 지지로 인해 전쟁에 참전하게 되었다. 그리스인들을 지원하는 러시아 제국의 독단적인 행동이 두려웠기 때문에, 영국과 프랑스 정부는 오스만 제국의 영토 통합은 유지하되 그리스인에게 자치를 부여하는 것을 목표로 하는 조약을 통해 러시아 제국을 규제했다. 런던 조약 이후 삼국은 이 내용을 다시 한 번 확인했다.
해전은 계획적이었다기보다는 우연에 가까웠다. 연합군 사령관인 에드워드 코드링턴 제독이 오스만 제국 사령관에게 연합군의 지시사항에 따를 것을 강압하기 위해 함선을 이동시킨 것이 전투로 이어진 것이다. 오스만 제국의 지중해 함대 격침은 불안정했던 그리스 제1공화국을 붕괴로부터 살려냈다. 하지만 그리스가 완전히 독립하기 위해서는 프랑스의 모레아 원정과 러시아 제국의 러시아-튀르크 전쟁이라는 두 전쟁이 이어져야만 했다.